# A. Le Coq
A. Le Coq is een Estisch biermerk. Het bier wordt sinds 1913 gebrouwen in Brouwerij A. Le Coq in Tartu. 

## Varianten
- Premium, blonde lager met een alcoholpercentage van 4,7%
- Extra Lager, blond bier met een alcoholpercentage van 4,5%
- Special, blond bier met een alcoholpercentage van 5,2%
- I, blond laagalcoholisch bier met een alcoholpercentage van 2,9%
- Porter, bruin bier, type Baltische porter, met een alcoholpercentage van 6,5%
- Pilsner, blond bier met een alcoholpercentage van 4,2%
- Imperial Ale, amber bier met een alcoholpercentage van 5%